# Надеждинский металлургический завод (Серов)
ПАО «Наде́ждинский металлурги́ческий заво́д» (Металлурги́ческий заво́д им. А. К. Серо́ва в 1939—2016 годах) — градообразующее предприятие города Серова Свердловской области, созданное в 1896 году. Предприятие входит в холдинг УГМК, является базовым предприятием дивизиона чёрной металлургии — «УМК-Сталь».

## История

### Сталерельсовый завод
В 1884 году государственным секретарём Александром Александровичем Половцевым и его женой Надеждой Михайловной, в девичестве Июневой, внучкой Императора Павла Первого и наследницей промышленника А. Л. Штиглица был приобретён весь Богословский горный округ (БГО) со всеми заводами, шахтами и рудниками за 5,505 млн рублей. В связи с необходимостью строительства Транссибирской магистрали Половцов через начальника округа А. А. Ауэрбаха с осени 1892 года вёл переговоры о строительстве нового завода по производству рельсов и о государственном заказе на них. В июле 1893 года был подписан первый контракт на поставку управлению Сибирской дороги 5 млн пудов рельсов на срок до 1899 года, выделен аванс в размере 2,5 млн рублей. 
По указанию А. А. Ауэрбаха размещением заказа на изготовление оборудования для нового завода занимался профессор Петербургского института корпуса горных инженеров Иван Августович Тиме и горный инженер Алексей Павлович Мещерский. В сентябре 1893 года Ауэрбах выбрал площадку для завода вблизи реки Каквы в 9 верстах от её устья и в 3,5 верстах от линии Богословско-Сосьвинской железной дороги в Верхотурском уезде Пермской губернии. С сентября по октябрь 1893 года была сооружена железнодорожная узкоколейка, соединяющая завод и Богословско-Сосьвинскую железную дорогу. В октябре началось строительство рабочего посёлка Надеждинский под руководством горного инженера Петра Николаевича Фигнера, а проектные работы строительства завода начались с октября 1893 года в Санкт-Петербурге под руководством Ауэрбаха.
29 мая (10 июня) 1894 состоялась торжественная закладка завода, в фундамент поддоменника была замурована медная плита с рассказом о закладке, найденная в 1947 году. Первыми строителями были солдаты Пермского сапёрного батальона и 300 землекопов из Нижегородской губернии. В течение 1894 года были построены многие производственные помещения завода, немецкое оборудование доставлялось морским путём до Петербурга, затем железной дорогой и речным транспортом до села Филькино.
В 1894—1896 годах под руководством Петра Вавилова были смонтированы 4 доменные и 5 мартеновские печей, 2 прокатных стана с колошниковыми подъёмами и с завалкой из вагонеток, подаваемых по рельсовому пути и опрокидывающихся механически, две воздуходувные машины по 10 тыс. куб. футов воздуха в минуту, 4 аппарата Каупера, обжимной стан с реверсивной машиной в 1800 л. с., чистовой стан Трио-750 мм с паровой машиной в 900 л. с., выкатывавший сразу три рельса. Были сооружены фабрика динасового и шамотного кирпича, кузница, газоэлектрический цех. Завод работал без водяных двигателей, все машины были паровыми, освещение обеспечивала собственная электростанция.
19 января 1896 года была выдана первая плавка стали из чугуна Сосьвинского завода, 3 (15) марта 1896 запущен рельсопрокатный цех и началась прокатка рельсов. 3 марта 1896 года считается днём основания завода. 16 августа 1896 года была пущена первая домна, 15 сентября 1896 года приёмщику в Тюмени сдана первая партия в 500 тыс. пудов рельсов. В музее завода хранится образец первых рельсов. Первые 12 единиц были отправлены в Петербург на Всемирную промышленную выставку. В 1896 году кроме прокатки рельсов, был налажен выпуск кровельного и сортового железа, снарядной заготовки и огнеупорных изделий. Железная руда поставлялась с Ауэрбаховского рудника (бывшего Ольховского), расположенного в 21 версте к северо-западу от завода. Это были, в том числе красный и бурый железняки с содержанием от 50 до 60 % железа, которые имели полезную примесь — марганец и почти совсем не имели вредных примесей. Разрабатывался Воронцовский рудник c 58 % железа в 38 верстах к северо-западу от завода. Руда поставлялась также с Николаевского, Покровского и Баяновского рудников. Богословско-Сосьвинская узкоколейная железная дорога соединила завод c лесными дачами и рудниками. В 1905—1906 годах к заводу была подведена железная дорога широкой колеи.
В 1900—1917 годах
Ещё в 1896 году было образовано Богословское горнозаводское акционерное общество, куда входил Надеждинский металлургический завод, к 1900 году общество стало испытывать экономические трудности, долги достигли 4,2 млн рублей, выросли запасы рельсов, задерживалась и не выплачивалась зарплата рабочим. В этот момент в 1900 году на заводе работало 2117 пришлых рабочих (основных — 817, вспомогательных — 1300, из последних 294 занимались рубкой дров и выжигом древесного угля), а рабочий посёлок в 1903 году насчитывал около 10 тыс. населения. В 1900 году сформирован первый революционный кружок. В мае 1905 года на заводе создан Совет рабочих депутатов, прокатилось волна забастовок, сформирована боевая дружина, лбовцы. В 1906 году был убит директор завода К. Н. Прахов, а с августа по декабрь 1907 года завод был остановлен и не работал, 5000 рабочих принудительно были выселены из посёлка. Организатором рабочих массовок и собраний на заводе был прибывший в Надеждинск в 1909 году молодой И. М. Малышев.
В 1906 году был запущен сортопрокатный цех с двумя станами — 450 мм и 350 мм для прокатки сортового железа и сутунки, запущен листопрокатный цех c 11 клетями для прокатки из сутунки кровельного железа, расширено доменное производство. B 1909—1911 годах запущены ещё 3 доменных печи (всего их стало 7), количество мартеновских печей увеличено до 6, выросла их производительность.
В 1912 году владельцем завода стал банковский синдикат: Азовско-Донской банк владел 43,75 % акций, англо-французский капитал — 56,25 %. Кредит в размере 10 млн рублей позволил провести модернизацию производства: в 1912 году в рельсопрокатном цехе стан Трио-750 мм заменён на стан Дуо-850 мм, приводимый в действие паровой машиной в 10 тыс. л. с. Завод расширил номенклатуру, выпускал рельсы, балки, швеллер, сортовое и кровельное железо, огнеупорный кирпич, чугунное и стальное литьё. B 1911 году на заводе было занято 3950 рабочих (основных — 2717, вспомогательных — 1233).
В 1914 году завод производил до 70 % рельсов на Урале, а в 1913 году более 20 % всего производства чёрных металлов на Урале. В 1914 году был снят запрет на использование иностранной рабочей силы, и в августе 1915 года на завод стали прибывать китайские рабочие. К ноябрю 1917 года на заводе их насчитывалось уже 1260 человек.
Во время Первой мировой войны производство рельсов было прекращено, и завод перешёл на выпуск военной продукции: стали для производства орудий, снарядов и колючей проволоки. В прокатном цехе было установлено оборудование для производства двигателей и механизмов эвакуированного из Риги механического завода «Братья Клейн». В 1916 году был запущен снарядный цех. B 1914—1916 годах завод получил оборонный заказ на 9 млн пудов снарядной стали, 2,25 млн пудов катанной проволоки, 252,8 тыс. шт. 6-дюймовых и 48-линейных артиллерийских снарядов, 100 тыс. шт. стаканов для снарядов, 234 тыс. шт. медных поясков для снарядов. В дополнение к существующей газоэлектрической станции, котлы и турбогенераторы которой были заказаны в Англии, началась постройка Kaквинcкой электростанция мощностью в 7,5 тыс. кВт.
В 1918—1940 годы

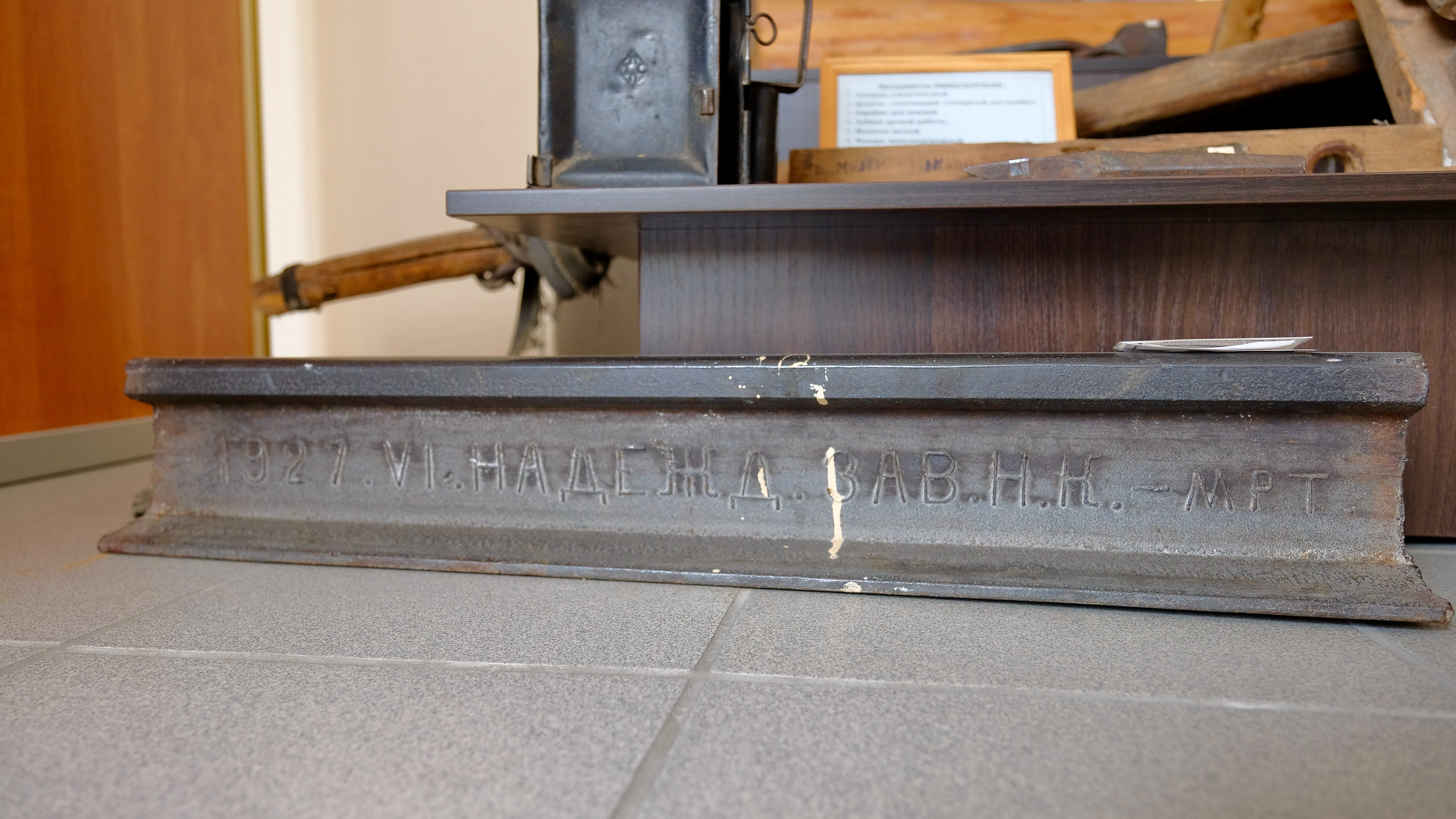
Отрезок рельса Надеждинского завода 1927 года в музее Истории УЗТМ

Декретом Советского правительства 7 декабря 1917 года завод был национализирован и управлялся окружным Деловым советом, во время Гражданской войны доменные и мартеновские печи были остановлены. Восстановление завода началось осенью 1919 года после освобождения территории от колчаковцев.
В мае 1924 года на завод возвращается Пётр Михайлович Вавилов, который начинал на этом предприятии трудовую деятельность. С 1 июня 1924 года Вавилов был назначен техническим директором. Он окружает себя старыми и проверенными специалистами — Иосифом Тетельбаумом и заведующим доменным цехом, инженером Александром Фанбуловым. Под руководством П. М. Вавилова деятельность комбината заметно улучшилась, увеличилась производительность, повысилось качество продукции, снизилась стоимость. Некоторые цеха комбината превысили показатели, полученные до начала Гражданской войны. Учитывая все эти заслуги, Надеждинский районный заводской комитет в апреле 1925 года ходатайствовал перед ВЦИК о присвоении Вавилову звания «Героя Труда» с вручением Ордена Трудового Красного знамени РСФСР.
На Надеждинском заводе П. М. Вавилов предложил использовать опыт плавки чугуна на дровах, поскольку там для этого были все условия. С 13 по 22 декабря 1925 года П. М. Вавилов участвовал в Уральском съезде деятелей по мартеновскому производству в Свердловске и был избран в президиум вместе с бывшим директором завода инженером Е. А. Таубе. Доклад П. М. Вавилова о новом способе доменной плавки удостоился отдельной резолюции с положительной оценкой.
В 1931 году на базе кузнечно-прессового цеха был образован «Завод-76» (Серовский механический завод). 15 мая 1930 года ЦК ВКП(б) принял Постановление «О работе Уралмета» о переводе производства завода на качественные стали и прокат. В 1931 году было прекращено производство кровельного железа и рельсов, освоен прокат круглых и квадратных заготовок разных сечений, круглого и шестигранного сорта из низко- и среднелегированных сталей. В 1932 году впервые в мире на линейном стане прокатан башмак для гусениц трактора. Впервые в мире освоена универсальная калибровка валков для всех станов. В 1933 году запущен калибровочный цех (калиброванный прокат методом холодного волочения, токарной обточки и абразивной шлифовки). В 1933—1935 годах построен цех холодного волочения стали, было освоено производство шарикоподшипниковой и буровой пустотелой стали.
В 1937 году удельный вес качественного проката вырос до 70 % с 5 % в 1929 году. В 1939 году была освоена выплавка ванадиевых чугунов. В 1940 году на базе медесодержащих руд Ауэрбаховского и Воронцовского рудников начали выплавку медистых чугунов, природнолегированной стали с содержанием ванадия 0,6-0,7 и антикоррозийной стали.
В 1941—1945 годы

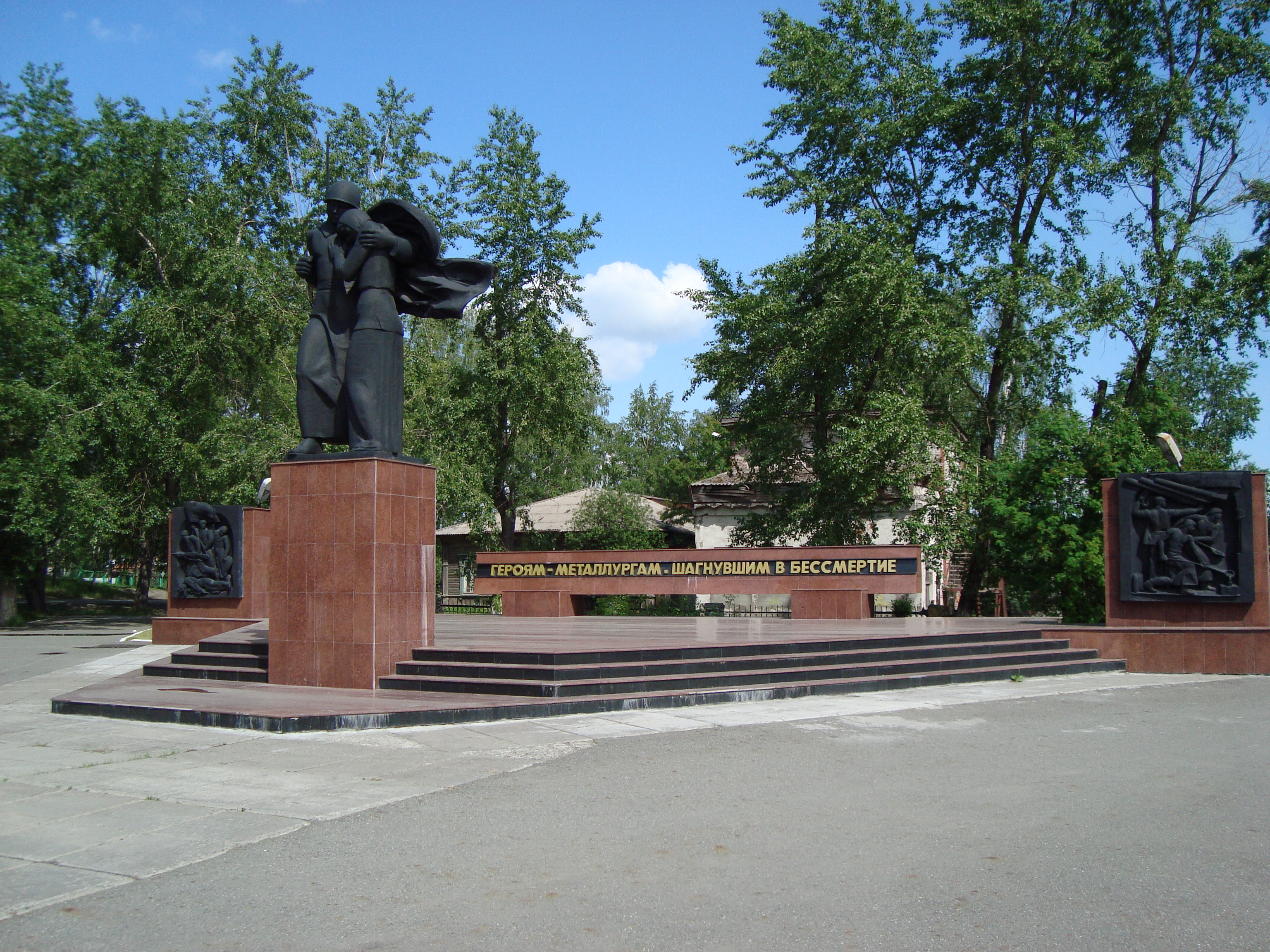
Памятник «Героям-металлургам, шагнувшим в бессмертие» в сквере у здания заводоуправления

В годы Великой Отечественной войны заводом было освоено свыше 100 марок высококачественной легированной стали, за что И. Г. Арзамасцеву, В. П. Филатову, Г. Х. Габуеву в 1943 году была присвоена Государственная премия СССР. Впервые в истории была освоена выплавка феррохрома в доменных печах, в 1941—1944 годах было выплавлено 45 610 тонн, за что М. Х. Лукашенко удостоен Государственной премии СССР. В 1944—1945 годах в доменных печах выплавляли ферросилиций, произведено 32 800 тонн. За годы войны объём производства увеличился по сравнению с 1940 годом в 1,7 раза.
В 1946—2000 годы

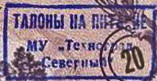
Один из видов надпечаток, делавшихся на уральских франках при использовании на заводе в качестве талонов на питание

В 1946 году запущена агломерационная фабрика, установлена вторая лента разливочной машины для чугуна, а в 1960 году запущена главная понизительная подстанция с линией электропередач, связавшей завод с Уральской энергосистемой. В 1961 году в крупносортном цехе паровая машина заменена электродвигателем.
В 1975 году запущено второе отделение калибровочного цеха для снабжения калиброванным металлом АвтоВАЗа и заводов Минавиапрома. Так как в 1975 году правительство США (администрация Картера) наложила вето на поставку в СССР пустотелой стали круглого сечения 25, 31, 36, 48, 52 мм для валов электродвигателей погружных насосов для нефтедобывающей промышленности, заводом в том же году было освоено производство данных сплавов.
В 1979 году освоено производство горячекалиброванной стали четвёртого класса точности. В 1981—1985 годах запущен цех по выпуску товаров народного потребления, построен комплекс пакетирпресса СПА-1250 для переработки металлолома.
В 1996 году заводу вручён сертификат РФ, удостоверяющий статус «Лидера российской экономики». В этом же году заводу был присуждён «Международный приз за качество».
В 1997—2000 годах директором завода работал политтехнолог, металлург по образованию Антон Баков. За время его директорства, по сведениям «Свободной энциклопедии Урала», завод «трижды перерегистрировался с целью уйти от налогообложения и банкротства, четырежды были отбиты штурмы ОМОНа и ЧОПов, прорвана транспортная блокада завода, модернизирован средний стан, запущена первая электропечь на заводе, начато строительство комплекса печь-ковш, освоены плавки никелевого и ванадиевого чугунов, более 200 новых марок стали и выпуск никелевого агломерата».
Баков ввёл в оборот заводских торговых предприятий (магазинов, столовых и буфетов) напечатанные им в 1991 году уральские франки, которые сегодня расцениваются как знаковый атрибут новейшей истории России, имеют нумизматическую ценность, выставлены в музеях. По словам Бакова, введение франков помогло заводу во время кризиса ликвидности 1998 года: «С франками люди могли кушать в течение месяца, а потом мы просто выдавали им чуть меньше денег. Когда я пришёл на завод, у меня в 11 столовых кушало 15 человек в день, а через три года мы кормили 10 тыс. человек ежедневно». Баков резюмирует, что на посту директора он «создал народное предприятие вместо того, чтобы самому стать хозяином».
С 2000 года

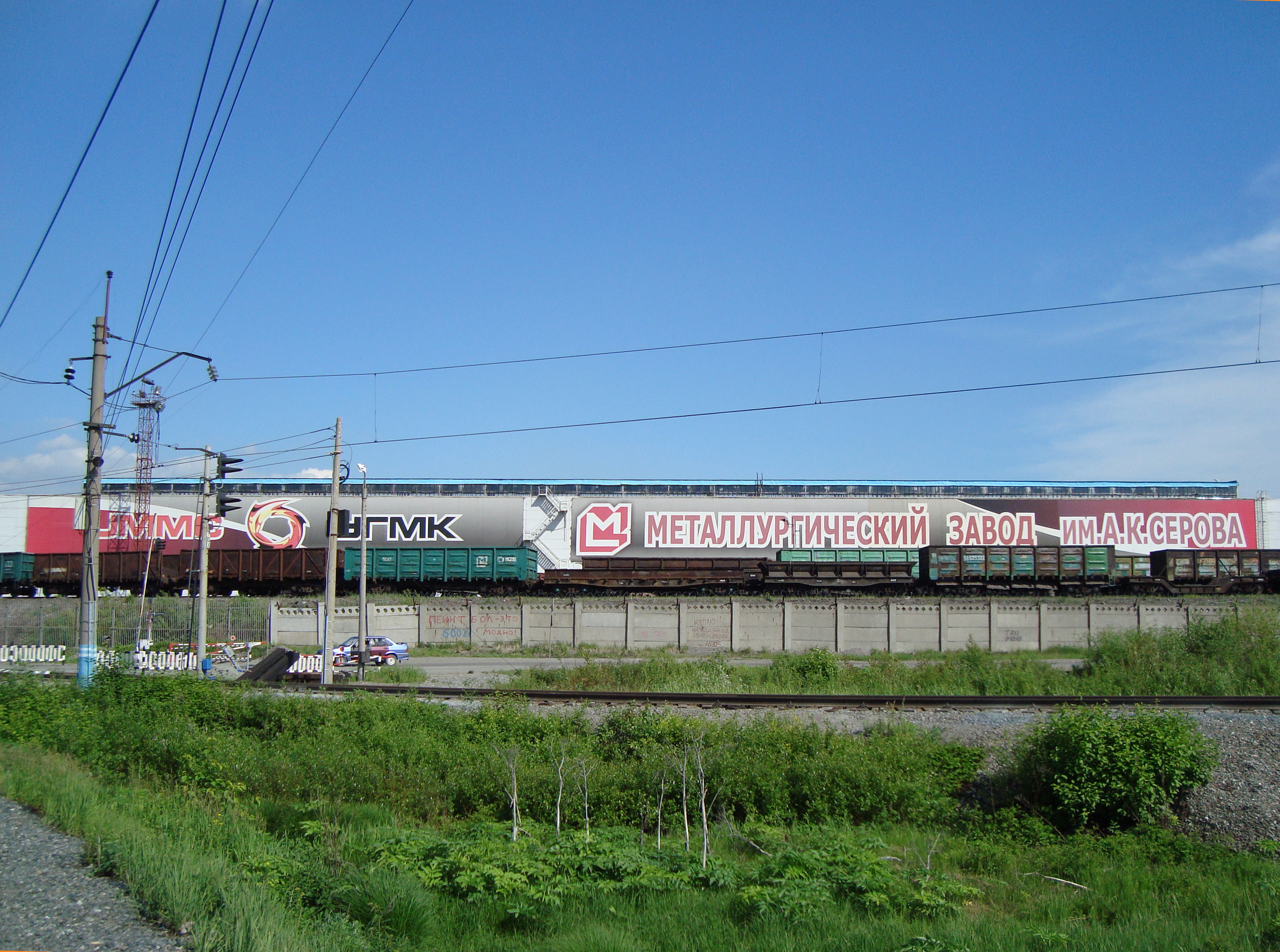
Вид на завод с восточной стороны в 2009 году

В 2000 году завод вошёл в состав «УГМК-Холдинг», началась программа реконструкции, переход от мартеновского производства к электросталеплавильной технологии. В 2000 году в мартеновском цехе запущен в эксплуатацию участок разливки свинецсодержащих сталей, в 2003 году смонтирован «печь-ковш» с пылегазоочисткой фирмы Danieli.
В 2006 году взамен остановленных двух кислых мартеновских печей и 10-тонной электропечи был запущен электросталеплавильный комплекс: 80-тонная дуговая сталеплавильная электропечь, кислородный цех с воздухоразделительной установкой, газоочистные сооружения, станция водоподготовки и объекты электроснабжения. В 2007 году запущена установка для производства аргона. 23 октября 2007 года были остановлены мартеновские печи и завод перешёл на электросталеплавильное производство. Выбросы загрязняющих веществ в атмосферу от сталеплавильного производства сократились в 6 раз. В 2008 году запущен вакууматор. В 2009 году запущены участок подготовки ферросплавов и участок подготовки сухих бетонных смесей. В 2010 году запущена линия по производству сухих огнеупорных смесей для обеспечения нужд электросталеплавильного и прокатных цехов. С 2012 года в рамках программы природоохранных мероприятий реконструируется агломерационный цех: установлена газоочистка, что снизило выбросы пыли и обеспечило удаление серы из отходящих газов. В 2015 году произведён капитальный ремонт доменной печи и оснащение её автоматизированной системой управления, что увеличило производительность на 3,4 %.

### Надеждинский металлургический завод

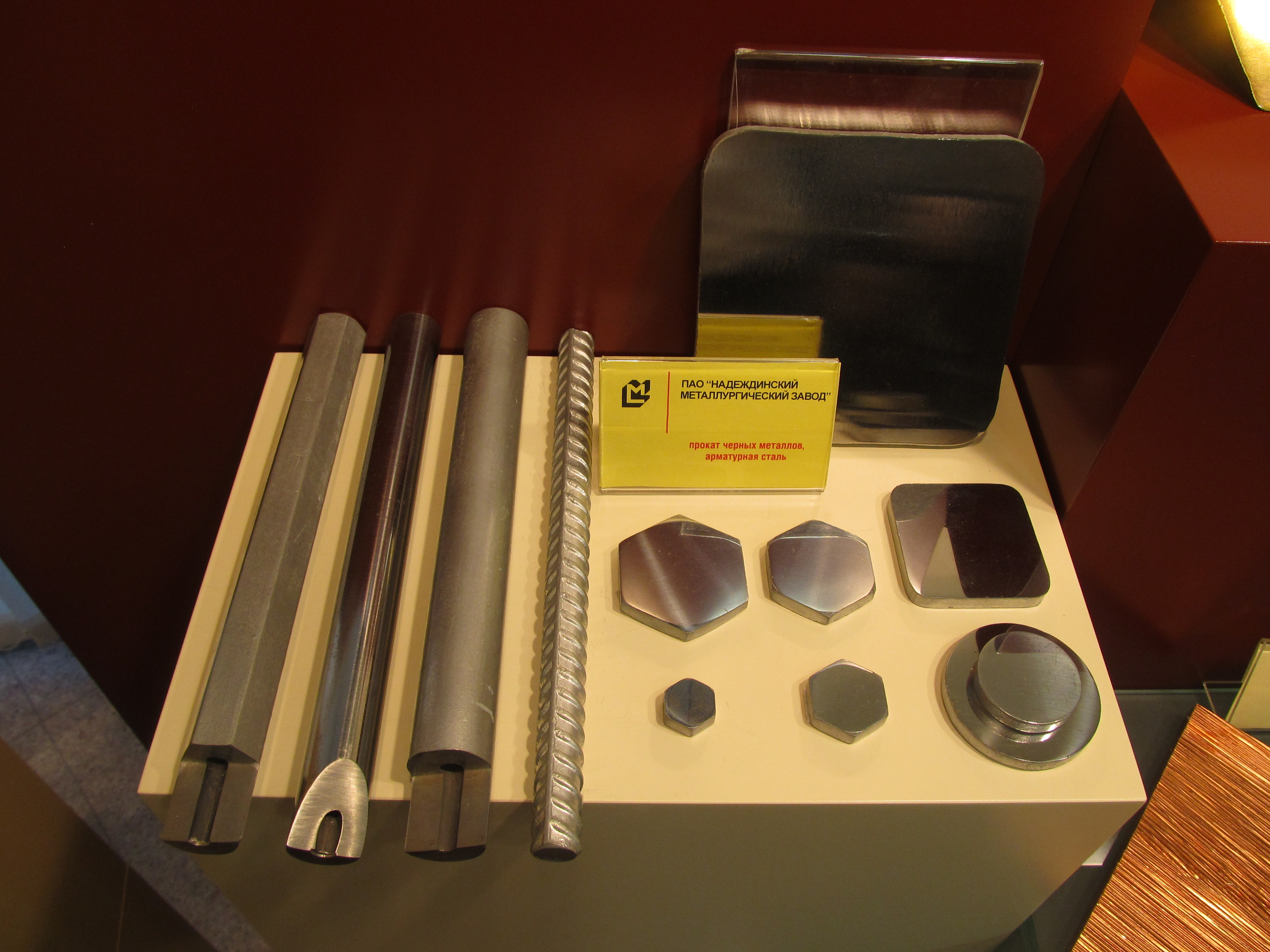
Заводская продукция: прокат чёрных металлов, арматурная сталь. На первом плане: прокат стальной горячекатанный круглый (диаметром до 300 мм) и шестигранный (диаметром до 75 мм). Музей УГМК

В 2016 году, в год своего 120-летия, металлургический завод им. А. К. Серова вернул себе историческое название — Надеждинский металлургический завод. Такое решение руководство предприятия объясняло желанием подчеркнуть подвиг тех, кто в тяжелейших условиях посреди тайги строил завод и будущий город. Инициатива была поддержана акционерами и ветеранами завода.
Сегодня ПАО «Надеждинский металлургический завод» имеет полный металлургический цикл (агломерационное, доменное, электросталеплавильное, прокатное и калибровочное производство) и выпускает порядка 200 углеродистых и легированных марок стали.
Металлургический завод является одним из крупнейших предприятий города Серова. Доля налогов, перечисляемых предприятием в местный бюджет, составляет 14 % от общих поступлений налогов в городе. Метзавод обеспечивает теплоэнергией 34 % от общегородского объёма отапливаемого жилого фонда. Предприятие осуществляет финансирование Дворца культуры металлургов, оказывает поддержку Дворцу водного спорта, учреждениям образования, здравоохранения, спорта и культуры.
Завод принимает участие в развитии города, занимается строительством нового жилья, а также восстанавливал киселёвский гидроузел, спонсировал строительство православного храма и мечети.

## Награды
Заслуги коллектива завода были отмечены:
- 1946 — орден Трудового Красного Знамени.